# 三代
三代是夏、商、周三个朝代的合称，又稱夏商周。
“三代”一词最早见于春秋時期的《論語·衛靈公第十五》：“斯民也，三代之所以直道而行也。”该词一直到战国时期，都是指夏、商、西周:37。秦朝之后，“三代”的含义才开始包括了东周，并一直沿用下去:37。在周朝初期还有统称夏商为“二代”之說。亦有稱呼虞夏商周爲「四代」之說。和另外一個詞彙“先秦”不同的地方在於“三代”不包括更早的上古時代，而先秦亦有指秦始皇焚書之前的一段時間，或更狹義專指歷史上的春秋戰國時期。

## 儒家与三代
中國儒家喜歡稱美三代。特別是孔子最喜歡稱美西周，此在《論語》常有記載，「殷因於夏禮，所損益可知也。周因於殷禮，所損益可知也」。「周監於二代，郁郁乎文哉，吾從周」。照孔子的說法，「三代」以前是盛世；他在《禮運》又強調：「大道之行也，與三代之英，丘未之逮也，而有志焉。」而如今（春秋時代）則是「禮崩樂壞」，「大道既隱，天下為家，各親其親，各子其子」。
南宋理學家朱熹繼承儒家思想，認為三代統治者「致誠心以順天理，而天下自服，王者之道也。」朱熹比喻三代帝王為「金」，認為「漢祖唐宗用心行事之合理者，鐵中之金也。」儒家此種「三代上有聖人，三代下無聖人」的概念，幾乎貫穿之後中國二千多年，朱熹分割歷史為「三代以上」與「三代以下」兩大截，「三代專以天理行，漢唐專以人慾行。」李宗吾質疑儒家史學：「世間頂怪的東西，要算聖人，三代以上，產生最多，層見疊出，同時可以產生許多聖人。三代以下，就絕了種，並莫產出一個……三代上有聖人，三代下無聖人，這是古今最大怪事。」
三代的禮制基本相同，僅僅在儀式細節上有差別，又如周代的明堂制，是起源於夏代的世室。